# Comopori
Comopori, ratoborno pleme Taracahitian Indijanaca porodice Juto-Asteci, uže grupe Guasave (Swanton), nastanjeno u povijesno doba sjeverno od estuarija Agiabampo na pacifičkoj obali Meksika u južnoj Sonori i Sinaloi. Prema Hodgeu srodni su Vacoreguama i govore istim jezikom. Ribari. Pleme i jezik su nestali. Spominje ih Orozco y Berra.

## Vanjske poveznice
- Geografía de las lenguas y carta etnográfica de México  Arhivirana inačica izvorne stranice od 25. travnja 2008. (Wayback Machine)